# Nagroda Grammy w kategorii Best Instrumental Composition
Nagroda Grammy w kategorii Best Instrumental Composition przyznawana jest od 1960 roku kompozytorom komponującym muzykę.
Na przestrzeni ostatniego półwiecza nastąpiło kilka zmian w nazwie kategorii:
- W 1958 roku kategoria nazywała się Best Musical Composition First Recorded and Released in 1958 (over 5 minutes duration)
- W 1960 roku kategoria nazywała się Best Musical Composition First Recorded and Released in 1959 (more than 5 minutes duration)
- W 1962 roku kategoria nazywała się Best Instrumental Theme or Instrumental Version of Song
- Od 1964 do 1963 roku oraz między 1967 a 1970 kategoria nazywała się Best Instrumental Theme
- W 1965 roku kategoria nazywała się Best Instrumental Composition (other than jazz)
- Od roku 1971 do dzisiaj, kategoria nazywa się Best Instrumental Composition

Nagroda przyznawana jest za kompozycje zarejestrowane w roku poprzedzającym daną nominację.

## Lata 10. XX wieku
- Nagroda Grammy w 2018
  - Arturo O’Farrill za Three Revolutions
- Nagroda Grammy w 2017
  - Ted Nash za Spoken at Midnight
- Nagroda Grammy w 2016
  - Arturo O’Farrill za The Afro Latin Jazz Suite
- Nagroda Grammy w 2015
  - John Williams za The Book Thief
- Nagroda Grammy w 2014
  - Clare Fischer za Pensamientos for Solo Alto Saxophone and Chamber Orchestra
- Nagroda Grammy w 2013
  - Chick Corea za Mozart Goes Dancing
- Nagroda Grammy w 2012
  - Béla Fleck & Howard Levy za Life in Eleven
- Nagroda Grammy w 2011
  - Billy Childs za The Path Among The Trees, from Autumn: In Moving Pictures Jazz – Chamber Music Vol. 2
- Nagroda Grammy w 2010
  - Michael Giacchino za „Married Life” (z filmu Odlot)

## Lata 00. XX wieku
- Nagroda Grammy w 2009
  - John Williams za „The Adventures of Mutt” (z filmu Indiana Jones i Królestwo Kryształowej Czaszki)
- Nagroda Grammy w 2008
  - Maria Schneider za „Cerulean Skies”
- Nagroda Grammy w 2007
  - John Williams za „A Prayer for Peace” (z filmu Monachium)
- Nagroda Grammy w 2006
  - Billy Childs za „Into The Light"
- Nagroda Grammy w 2005
  - Paquito D’Rivera za „Merengue” wykonany przez wiolonczelistę Yo-Yo Ma
- Nagroda Grammy w 2004
  - Wayne Shorter za „Sacajawea”
- Nagroda Grammy w 2003
  - Thomas Newman za „motyw przewodni serialu Six Feet Under„
- Nagroda Grammy w 2002
  - Alan Silvestri za „muzykę z napisów końcowych filmu Cast Away„
- Nagroda Grammy w 2001
  - John Williams za „Theme From Angela's Ashes„
- Nagroda Grammy w 2000
  - Don Sebesky za „Joyful Noise Suite"

## Lata 90. XX wieku
- Nagroda Grammy w 1999
  - Future Man oraz Victor Lemonte Wooten za „Almost 12” wykonany przez Bela Fleck & the Flecktones
- Nagroda Grammy w 1998
  - Wayne Shorter za „Aung San Suu Kyi” wykonany przez Herbiego Hancocka oraz Wayne Shorter
- Nagroda Grammy w 1997
  - Herbie Hancock oraz Jean Hancock za „Manhattan (Island of Lights and Love)” wykonany przez Herbiego Hencocka
- Nagroda Grammy w 1996
  - Bill Holman za „A View From the Side” wykonany przez The Bill Holman Band
- Nagroda Grammy w 1995
  - Michael Brecker za „African Skies”
- Nagroda Grammy w 1994
  - Kenny G za „Forever in Love”
- Nagroda Grammy w 1993
  - Benny Carter za „Harlem Renaissance Suite”
- Nagroda Grammy w 1992
  - Elton John za „Basque” wykonany przez James Galway
- Nagroda Grammy w 1991
  - Pat Metheny za „Change of Heart” wykonany przez Roya Haynes'a, Dave’a Hollanda oraz Pata Metheny’ego
- Nagroda Grammy w 1990
  - Danny Elfman za „The Batman Theme” wykonany przez Sinfonia of London Orchestra

## Lata 80. XX wieku
- Nagroda Grammy w 1989
  - Mike Post za „The Theme From L.A. Law„
- Nagroda Grammy w 1988
  - Ron Carter, Herbie Hancock, Billyego Higginsa oraz Wayne’a Shortera za „Call Sheet Blues” wykonany przez różnych artystów
- Nagroda Grammy w 1987
  - John Barry za Out of Africa
- Nagroda Grammy w 1986
  - Jan Hammer za „Miami Vice Theme”
- Nagroda Grammy w 1985
  - Randy Newman za „The Natural”
  - John Williams za „Olympic Fanfare and Theme” – oficjalną muzykę skomponowaną na Letnie Igrzyska Olimpijskie w 1984”
- Nagroda Grammy w 1984
  - Giorgio Moroder za „Love Theme From Flashdance” wykonany przez różnych artystów
- Nagroda Grammy w 1983
  - John Williams za „Flying – Theme From E.T. the Extra-Terrestrial„
- Nagroda Grammy w 1982
  - Mike Post za „The Theme From Hill Street Blues„
- Nagroda Grammy w 1981
  - John Williams za Gwiezdne wojny: część V – Imperium kontratakuje – Soundtrack
- Nagroda Grammy w 1980
  - John Williams za „motyw przewodni z filmu Superman„

## Lata 70. XX wieku
- Nagroda Grammy w 1979
  - John Williams za „motyw przewodni z filmu Bliskie spotkania trzeciego stopnia„
- Nagroda Grammy w 1978
  - John Williams za „motyw przewodni z filmu Gwiezdne wojny: część IV - Nowa nadzieja„
- Nagroda Grammy w 1977
  - Chuck Mangione za Bellavia
- Nagroda Grammy w 1976
  - Michel Legrand za Images wykonany przez Michela Legranda oraz Phila Woodsa
- Nagroda Grammy w 1975
  - Mike Oldfield za „Tubular Bells – główny motyw z filmu Egzorcysta„
- Nagroda Grammy w 1974
  - Gato Barbieri za „motyw przewodni z filmu Ostatnie tango w Paryżu” wykonany przez różnych artystów
- Nagroda Grammy w 1973
  - Michel Legrand za „motyw przewodni z filmu Brian's Song„
- Nagroda Grammy w 1972
  - Michel Legrand za „motyw przewodni z filmu Summer of '42„
- Nagroda Grammy w 1971
  - Alfred Newman za „motyw przewodni z filmu Airport„
- Nagroda Grammy w 1970
  - John Barry za „motyw przewodni z filmu Nocny kowboj„

## Lata 60. XX wieku
- Nagroda Grammy w 1969
  - Mason Williams za „Classical Gas”
- Nagroda Grammy w 1968
  - Lalo Schifrin za „Mission: Impossible Theme”
- Nagroda Grammy w 1967
  - Neal Hefti za „Batman Theme”
- Nagroda Grammy w 1966
  - nagroda nieprzyznana
- Nagroda Grammy w 1965
  - Henry Mancini za „The Pink Panther Theme”
- Nagroda Grammy w 1964
  - Riz Ortolani za „More – Theme From Mondo Cane„
- Nagroda Grammy w 1963
  - Bobby Scott oraz Ric Marlowe za „A Taste of Honey”
- Nagroda Grammy w 1962
  - Galt MacDermot za „African Waltz” wykonany przez Cannonball Adderly
- Nagroda Grammy w 1961
  - Duke Ellington za ścieżkę dźwiękową do filmu Anatomia morderstwa
- Nagroda Grammy w 1960
  - Nelson Riddle za „Cross Country Suite"